# Goldhähnchentyrann

Verbreitungsgebiet des Goldhähnchentyranns (grün)

Der Goldhähnchentyrann (Calyptura cristata), auch als Goldhähnchenkotinga oder auch als Rubinkrönchen bezeichnet, ist eine extrem seltene Vogelart aus Brasilien. Es repräsentiert die einzige Art der Gattung Calyptura.

## Beschreibung
Der Goldhähnchentyrann erreicht eine Größe von 8 Zentimetern. Die Oberseite ist hellgelboliv. Bürzel und Stirn sind gelb. Der dunkle Schwanz ist sehr kurz. Die Flügel sind dunkel und haben zwei weiße Flügelbinden. Die Schirmfedern weisen weiße Spitzen auf. Die Unterseite ist dottergelb, die Brust olivfarben verwaschen. Die Scheitelmitte ist durch lange orangerote und gelborange Federn charakterisiert, die von schwarzen Federn umrandet werden. Sein Ruf wird als kurz, scharf und unangenehm beschrieben.

## Lebensraum
Der Goldhähnchentyrann bewohnt in seinem Verbreitungsgebiet nördlich von Rio de Janeiro Wälder der Gebirgsausläufer in Höhenlagen über 1000 m.

## Nahrung
Der Goldhähnchentyrann geht im Blätterdach auf Nahrungssuche und ernährt sich von Früchten, Samen und Insekten.

## Status
Der Goldhähnchentyrann galt zwischen 1890 und 1996 als verschollen und war lange nur durch 50 Museumsexemplare aus dem 19. Jahrhundert bekannt. Fünf davon befinden sich im Museum Naturalis in Leiden. Am 27. Oktober 1996 gelang dem brasilianischen Ornithologen Ricardo Parrini die Wiederentdeckung von zwei Exemplaren in der Serra dos Órgãos nördlich von Rio de Janeiro. Im März 2006 will der deutsche Ornithologe Martin Schäfer von der Albert-Ludwigs-Universität Freiburg ein Exemplar in einem gemischten Schwarm aus Tangaren und Honigfressern bei Folha Seca nordwestlich von Ubatuba, São Paulo beobachtet haben. Dies ist allerdings nicht offiziell bestätigt. Durch die Entwaldung des Lebensraumes aufgrund der schnellwachsenden Vorstädte Rio de Janeiros ist das Brutgebiet des Goldhähnchentyranns auf eine Fläche von 3 km² geschrumpft. Das Ernten von Bromelien, Misteln und Orchideen stellt eine weitere Gefährdung dar.

## Systematik
Der Goldhähnchentyrann wurde traditionell als Mitglied der Schmuckvögel angesehen. Eine Analyse von 180 Jahre alter DNA hat jedoch ergeben, dass diese Art mit den Tyrannen-Gattungen Neopipo und Platyrinchus verwandt ist. 2016 wurde die Art vom South American Classification Committee in die Familie Tyrannidae gestellt.